# Le Jour où je suis devenue femme
Pour plus de détails, voir Fiche technique et Distribution.
Le Jour où je suis devenue femme (en persan : روزی که زن شدم, Rouzi ké zan chodam) est une comédie dramatique iranienne, réalisé par Marzieh Meshkini, sorti en 2000.

## Synopsis
Trois générations de femmes se succèdent dans ce film.
- Hava est sur le point de rejoindre son petit camarade quand sa grand-mère lui rappelle qu'elle a aujourd'hui neuf ans et que désormais elle ne pourra plus aller jouer librement avec ses amis. Sa mère lui offre son premier tchador noir. Étant née à midi, elle obtient encore quelques instants de liberté.
- Des dizaines de jeunes filles en tchador font une course cycliste. Le mari de l'une d'elles lui intime l'ordre de renoncer, sinon il la répudiera. La jeune femme ne l'écoute pas et pédale de plus belle. Il revient en compagnie de sages du village.
- A Kich, au sud de l'Iran, débarque d'un avion une femme âgée. Elle demande à un jeune porteur de l'accompagner au plus proche centre commercial. Elle vient d'hériter et décide de s'acheter tout ce qu'elle n'a jamais pu se payer dans sa pauvre vie.

## Fiche technique
Sauf indication contraire, les informations mentionnées dans cette section peuvent être confirmées par la base de données cinématographiques IMDb,  présente dans la section « Liens externes ».
- Titre : Le Jour où je suis devenue femme
- Titre original : روزی که زن شدم (Rouzi ké zan chodam)
- Réalisation : Marzieh Meshkini
- Scénario : Mohsen Makhmalbaf
- Direction artistique : Akbar Meshkini
- Son : Abbas Rastegarpour, Behroz Shahamat
- Photographie : Ebrahim Ghafori, Mohammad Ahmadi
- Montage : Maysam Makhmalbaf, Shahrzad Pouya
- Musique : Mohammad Reza Darvishi
- Production : Rohalah Baradari
- Société de production : Makhmalbaf Productions
- Société de distribution : Mars Distribution
- Budget de production : 180 000 $
- Musique : Mohamad Reza Darvishi
- Pays d'origine :  Iran
- Langues : Persan
- Format : Couleurs - 1,66:1 - Stéréo - 35 mm
- Genre : Comédie, drame
- Durée : 78 minutes (1 h 18)
- Dates de sorties en salles : 
  -  France : 8 mars 2001

## Distribution
- Fatomeh Cheraghakhar : Hava
- Hassan Nebhan : Hassan
- Shabnam Tolouei : Ahoo
- Shahr Banou Sisizadeh : la mère
- Ameneh Passand : la grand-mère
- Sirous Kahvarinegad : le mari
- Mahram Zeinal Zadeh : Osmann
- Norieh Mahigiran : le cycliste concurrent
- Azizeh Sedighi : Hoora
- Azizeh Sadighi : Hoora
- Badr Iravani : le garçon

## Distinctions
| Année | Distinction                                     | Catégorie            | Nom                | Résultat   |
| ----- | ----------------------------------------------- | -------------------- | ------------------ | ---------- |
| 2000  | Festival des Films du Sud d'Oslo                | Prix FIPRESCI        | Marzieh Makhmalbaf | Lauréat    |
| 2000  | Festival international du film de Thessalonique | Meilleur réalisateur | Marzieh Makhmalbaf | Lauréat    |
| 2000  | Festival international du film de Thessalonique | Alexandre d'or       | Marzieh Makhmalbaf | Nomination |